# Acantholeria czernyi
Acantholeria czernyi är en tvåvingeart som beskrevs av Gorodkov 1966. Acantholeria czernyi ingår i släktet Acantholeria och familjen myllflugor. Inga underarter finns listade i Catalogue of Life.